# Arendorfer Moor
Das Arendorfer Moor ist ein Naturschutzgebiet in den niedersächsischen Gemeinden Wriedel und Hanstedt in der Samtgemeinde Bevensen-Ebstorf im Landkreis Uelzen.
Das Naturschutzgebiet mit dem Kennzeichen NSG LÜ 154 ist 81 Hektar groß. Es steht seit dem 16. November 1987 unter Naturschutz. Zuständige untere Naturschutzbehörde ist der Landkreis Uelzen.
Das Naturschutzgebiet liegt zwischen Wriedel und Hanstedt und stellt ein Bruchwaldmoor unter Schutz. Das Gebiet grenzt im Süden an die Schwienau. Im Schutzgebiet herrschen Moorbirken- und Erlenbruchwälder vor, die sich durch einen naturnahen, urwaldartigen Zustand auszeichnen. In den Bruchwäldern sind Torfkuhlen, Schlenken, Schwingrasen sowie Bitterschaumkrautfluren und Schilfbestände zu finden.
Das Naturschutzgebiet wird mittig von einem Grünlandstreifen durchschnitten, weitere Grünlandflächen, aber auch Ackerflächen, sind in den Randbereichen zu finden. Grünland- und Ackerflächen werden landwirtschaftlich genutzt. Den Grünlandflächen kommt teilweise eine Pufferfunktion zur Verhinderung negativer Einflüsse von Nutzflächen außerhalb des Schutzgebietes zu.
Das Gebiet entwässert über Gräben in die Schwienau, einem Nebenfluss der Gerdau, die wiederum bei Uelzen in die Ilmenau mündet.